# Jewrovision

Logo der Jewrovision

Die Jewrovision [ˈdʒuːrəʊˌvɪʒn] ist der größte Musik- und Tanzwettbewerb jüdischer Jugendzentren in Deutschland, der seit 2002 jährlich in deutschen Städten stattfindet. Sie wurde von Henk Meijer und Dani Neubauer erfunden und ist in den Jahren stetig gewachsen. Über diese Musikveranstaltung wird regional und bundesweit berichtet.

## Bedeutung

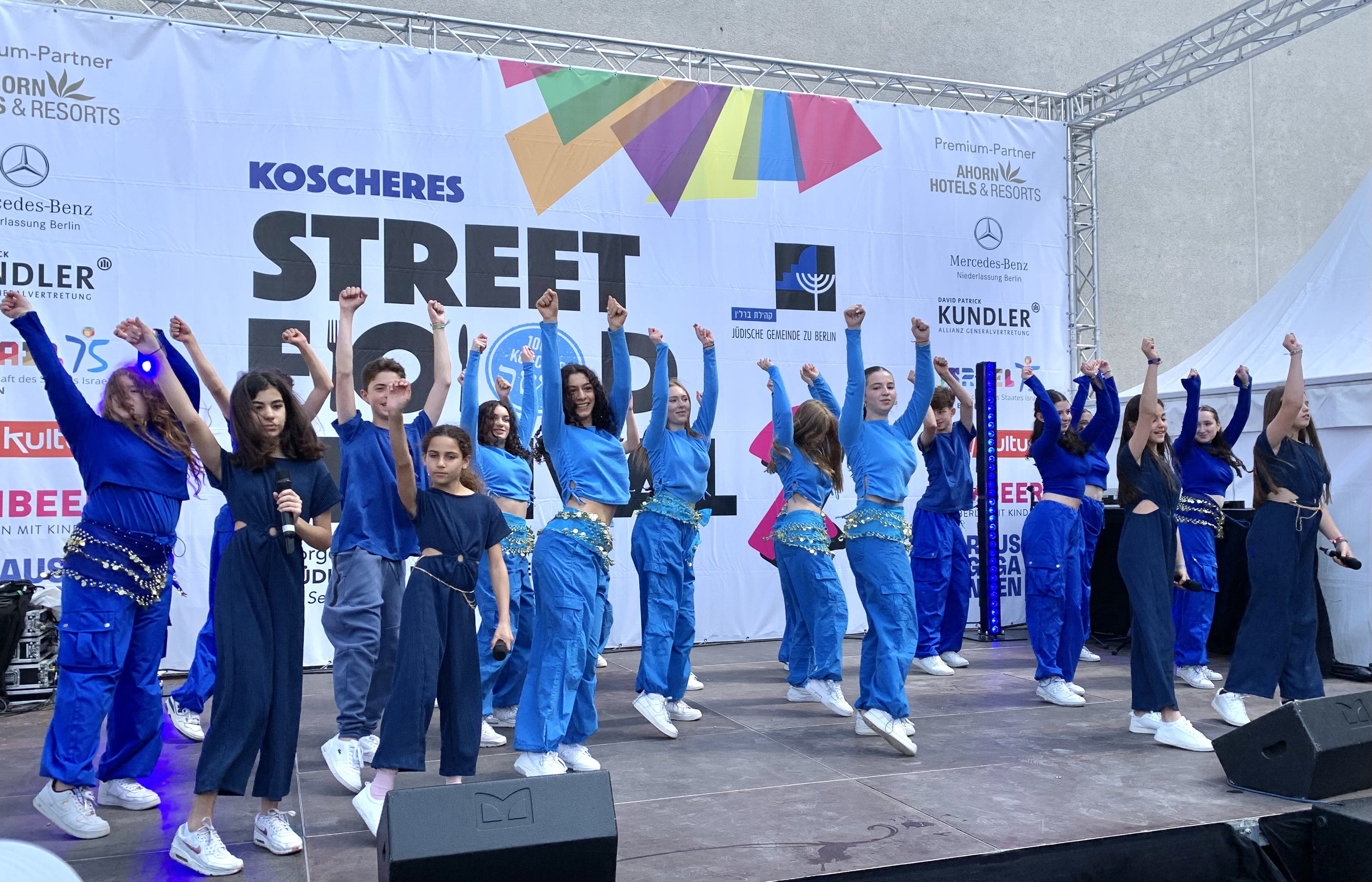
Gewinner der Jewrovision 2023

Der Begriff Jewrovision wird englisch ausgesprochen und setzt sich zusammen aus den Teilen jew – englisch für Jude bzw. Jüdin – und Eurovision, in Anlehnung an den Eurovision Song Contest.
Der Wettbewerb Jewrovision wurde im Jahr 2002 im Rahmen einer Wochenendfreizeit der Zentralwohlfahrtsstelle der Juden in Deutschland e. V. (ZWST) in Bad Sobernheim (Rheinland-Pfalz) zum ersten Mal ausgetragen. Bei dieser ersten Jewrovision traten Teilnehmer von sechs jüdischen Jugendzentren an. Die Ausrichtung der Folge-Veranstaltung wurde ab der Wettbewerbsrunde 2004 an die jüdische Gemeinde der Gewinner-Stadt vergeben. Seit dem Jahr 2005 stehen die jährlichen Wettbewerbe zudem unter einem eigenen Motto, welches sich auch im Logo des jeweiligen Jahres widerspiegeln kann. 
Seit dem Jahr 2013 hat der Zentralrat der Juden in Deutschland die Austragung der Jewrovision übernommen.

## Austragungsorte
Die Austragungsorte, Ausrichter sowie die jeweiligen Gewinner der Jewrovision waren bzw. sind:
| Jahr | Ausrichter                                          | Motto                             | Ort                                              | Gewinner-Jugendzentrum           |
| ---- | --------------------------------------------------- | --------------------------------- | ------------------------------------------------ | -------------------------------- |
| 2002 | Zentralwohlfahrtsstelle der Juden in Deutschland    | –                                 | Max-Willner-Heim Bad Sobernheim, Rheinland-Pfalz | Emuna Dortmund                   |
| 2003 | Zentralwohlfahrtsstelle der Juden in Deutschland    | –                                 | Max-Willner-Heim Bad Sobernheim, Rheinland-Pfalz | Jachad Köln                      |
| 2004 | Synagogen-Gemeinde Köln                             | –                                 | Köln, Nordrhein-Westfalen                        | Kadima Düsseldorf                |
| 2005 | Jüdische Gemeinde Düsseldorf                        | Be a hero – Sing for Israel       | Düsseldorf, Nordrhein-Westfalen                  | Olam Berlin                      |
| 2006 | Jüdische Gemeinde zu Berlin                         | Stars are born                    | Berlin                                           | Emuna Dortmund                   |
| 2007 | Jüdische Kultusgemeinde Groß-Dortmund               | Sag niemals nie                   | Dortmund, Nordrhein-Westfalen                    | Neshama München                  |
| 2008 | Israelitische Kultusgemeinde München und Oberbayern | Love is in the air                | Georg-Elser-Hallen München, Bayern               | Kadima Düsseldorf                |
| 2009 | Jüdische Gemeinde Düsseldorf                        | Stars of David                    | Düsseldorf, Nordrhein-Westfalen                  | Jachad Köln                      |
| 2010 | Synagogen-Gemeinde Köln                             | Mascarade on air                  | Congress-Centrum Koelnmesse, Nordrhein-Westfalen | Olam Berlin                      |
| 2011 | Jüdische Gemeinde zu Berlin                         | Make your dreams come true        | Arena Berlin, Berlin                             | Olam Berlin                      |
| 2012 | Israelitische Kultusgemeinde München und Oberbayern | Back to the roots                 | Zenith München, Bayern                           | Neshama München                  |
| 2013 | Zentralrat der Juden in Deutschland                 | The Future is Now!                | Kleine Olympiahalle München, Bayern              | Jachad Köln                      |
| 2014 | Zentralrat der Juden in Deutschland                 | Bar Mitzwah                       | Congress Center Hamburg, Hamburg                 | Jachad Köln                      |
| 2015 | Zentralrat der Juden in Deutschland                 | Make a difference                 | XPost Köln, Nordrhein-Westfalen                  | Or Chadash Mannheim feat. JuJuBa |
| 2016 | Zentralrat der Juden in Deutschland                 | Ledor Wador – The next Generation | Rosengarten Mannheim, Baden-Württemberg          | Or Chadash Mannheim feat. JuJuBa |
| 2017 | Zentralrat der Juden in Deutschland                 | United cultures of judaism        | Schwarzwaldhalle Karlsruhe, Baden-Württemberg    | Chasak Hamburg                   |
| 2018 | Zentralrat der Juden in Deutschland                 | The Circle of Life                | Messe Dresden, Sachsen                           | Amichai Frankfurt                |
| 2019 | Zentralrat der Juden in Deutschland                 | Chai                              | Festhalle Frankfurt, Hessen                      | Olam Berlin                      |
| 2020 | Zentralrat der Juden in Deutschland                 | Be Yourself                       | Estrel, Berlin                                   | –                                |
| 2022 | Zentralrat der Juden in Deutschland                 | The show must go on               | Estrel, Berlin                                   | Amichai Frankfurt                |
| 2023 | Zentralrat der Juden in Deutschland                 | Don’t Stop Believing              | Festhalle Frankfurt, Hessen                      | Olam Berlin                      |
| 2024 | Zentralrat der Juden in Deutschland                 | Time to Shine                     | Hannover Congress Centrum, Niedersachsen         | Halev Stuttgart                  |
| 2025 | Zentralrat der Juden in Deutschland                 | United in hearts                  | Messe Dortmund                                   | Jachad Köln und Kavanah Aachen   |

## Ablauf
Der Ablauf der Jewrovision soll an den Eurovision Song Contest erinnern. Im Rahmen des Wettbewerbs stehen Kinder und Jugendliche der Jugendzentren jüdischer Gemeinden unterschiedlicher deutscher Städte auf der Bühne.
Nachdem der Moderator eine Rede gehalten hat, startet der Eröfnungsact. Danach beginnen die Jugendzentren mit ihren Darbietungen. Die Reihenfolge wird von dem Moderator wenige Wochen vor der Veranstaltung ausgelost.
Jede Darbietung besteht dabei aus zwei Teilen:
- einem Kurzfilm-Beitrag und
- einer Gesangs-Tanz-Show auf der Bühne.

Der Videobeitrag wird von den Jugendlichen selbst gedreht. Er stellt einerseits das jeweilige Jugendzentrum und deren Heimatstadt vor und geht andererseits auf das jeweilige Motto der Jewrovision ein.
Die Darbietung auf der Bühne besteht aus Live-Gesang und -Tanz. Der eigens für die Jewrovision geschriebene Liedtext behandelt meist jüdische Inhalte, die auch mit dem jeweiligen Motto der Jewrovision zu tun haben. Die Tanzeinlagen auf der Bühne werden selbst choreographiert, wobei die Anzahl der Tänzer oder Sänger nicht festgelegt ist.
Wenn alle Jugendzentren fertig sind, werden die Specialacts von berühmten jüdischen Sängern performt. 2016 zum Beispiel sangen dort Nadav Guedj, der 2015 Israel beim Eurovision Song Contest vertrat, und Noah-Levi, der Gewinner der Castingshow The Voice Kids. Währenddessen hat die Fachjury Zeit, die Darstellung zu bewerten.
In die Bewertung der Darbietungen fließen sowohl der Inhalt des Liedtextes (in Verbindung mit dem Motto) als auch die Performance auf der Bühne ein. Für die Vorstellungsvideos gibt es einen extra Videopreis, sie gehen nicht mit in die Gesamtbewertung ein.  „Auch bei der Bewertung der Arbeiten richtet man sich nach dem Eurovision-Prinzip: Alle Teilnehmer vergeben Punkte, nur für die eigene Gemeinde nicht.“ Bewertet wird dabei entweder durch eine extra geladene Jury oder durch die Jugendzentrumsleiter der teilnehmenden Jugendzentren. Bspw. saß 2008 Ralph Siegel mit in der Bewertungs-Jury und bezeichnete die Jewrovision als „eine liebenswerte Miniaturausgabe des Grand Prix“.

## Medien
Die Jewrovision wird hauptsächlich durch die Wochenzeitung Jüdische Allgemeine medial begleitet. Andere Medien erwähnen diese in kurzen Beiträgen. Das Jugendzentrum, welches den Grand Prix gewinnt, wird üblicherweise zusätzlich durch lokale Medien der jeweiligen Stadt gewürdigt. So hat die letzten Jahre der Kölner Stadtanzeiger größere Artikel veröffentlicht. Die Veranstaltung wird mit einem Live-Stream im Internet übertragen.